# Marco Caligiuri
Marco Caligiuri (ur. 14 kwietnia 1984 w Villingen-Schwenningen) – niemiecki piłkarz pochodzenia włoskiego występujący na pozycji pomocnika. Od 2014 roku zawodnik Greuther Fürth. Jest bratem Daniela Caligiuri, piłkarza FC Schalke 04.
W Bundeslidze zadebiutował 28 stycznia 2006 roku w barwach MSV Duisburg, w meczu przeciwko VfB Stuttgart (1:0). Zdobył w nim gola.